# Alex Allin
Pour les articles homonymes, voir Allin.
Alexandre Allin dit Alex Allin (état-civil inconnu) est un acteur français actif de 1925 à 1950.

## Biographie
On sait peu de choses sur Alex Allin sinon que pendant les années 1930, il était domicilié au 122, boulevard Murat dans le 16e arrondissement de Paris,.
À la fin des années 1940, il fit fortune dans la finance et il se retira du monde du spectacle.

## Théâtre
- 1930 : Donogoo, comédie en un prologue, trois parties et un épilogue de Jules Romains, mise en scène de Louis Jouvet, musique de Jacques Ibert, au théâtre Pigalle (25 octobre) : le guide indien.

## Filmographie
- 1925 : Les Aventures de Robert Macaire de Jean Epstein (5,000 m, en 5 époques), d'après la pièce l'Auberge des Adrets : Bertrand[3]
- 1926 : Mauprat de Jean Epstein, d'après le roman de George Sand (2,000 m) : Marcasse
- 1927 : Paris, Cabourg, Le Caire et l'Amour[4] de et avec Gabriel de Gravone[5], d'après le roman de Jean-Charles Reynaud et André Romane : Henri Randeau
- 1927 : Der Fluch der Vererbung d'Adolf Trotz : Franz Hartmann
- 1927 : Charité de B. Simon[6], scénario d'Émile Roux-Parassac[7] : le jeune paysan[8]
- 1928 : Un chapeau de paille d'Italie de René Clair, d'après la pièce d'Eugène Labiche : Félix, le valet de chambre[9]
- 1928 : La Coquille et le Clergyman de Germaine Dulac, scénario d'Antonin Artaud : le clergyman
- 1929 : Papoul ou l'Agadadza, court-métrage (film perdu) de Marc Allégret, scénario d'André Gide, d'après la nouvelle de Louis d'Hée : Papoul
- 1929 : Fécondité de Henri Étiévant et Nicolas Evreïnoff, d'après l’œuvre d'Émile Zola (2,500 m)
- 1936 : Les Bas-fonds de Jean Renoir, d'après la pièce de Maxime Gorki : Tatar
- 1946 : Contre-enquête de Jean Faurez, scénario de Jacques Companéez : le valet de chambre
- 1948 : Le Mystère Barton de Charles Spaak
- 1950 : Sous le ciel de Paris de Julien Duvivier